# Elam Singh
Elam Singh (* 21. Februar 1982) ist ein ehemaliger indischer Leichtathlet, der sich auf den Hindernislauf spezialisiert hat.

## Sportliche Laufbahn
Erste internationale Erfahrungen sammelte Elam Singh im Jahr 2009, als er bei den Asienmeisterschaften in Guangzhou in 8:41,81 min den vierten Platz über 3000 m Hindernis belegte. Im Jahr darauf siegte er in 1:07:04 h beim Chennai-Halbmarathon und gelangte anschließend bei den Commonwealth Games in Neu-Delhi nach 8:44,35 min auf den neunten Rang, ehe er sich bei den Asienspielen in Guangzhou mit 8:47,34 min auf dem siebten Platz klassierte. 2011 siegte er dann in 1:04:35 h beim Halbmarathon in Chandigarh und im Jahr darauf siegte er nach 2:21:58 h beim Thane Vasai-Virar National Marathon. 2013 wurde er beim Allahabad Indira Marathon nach 2:21:38 h Zweiter und 2017 siegte er beim Vadodara Marathon nach 2:26:33 h. Anschließend bestritt er beim New Delhi Marathon seinen letzten Wettkampf, den er nach 2:18:50 h auf dem vierten Platz beendete, und beendete daraufhin seine aktive sportliche Karriere im Alter von 35 Jahren.
In den Jahren 2009 und 2010 wurde Singh indischer Meister im 3000-Meter-Hindernislauf.

## Persönliche Bestleistungen
- 3000 m Hindernis: 8:39,18 min, 15. Mai 2010 in Kochi
- Halbmarathon: 1:04:35 h, 13. März 2011 in Chandigarh
- Marathon: 2:18:27 h, 25. Januar 2012 in Mumbai